# 藤井凡大
藤井 凡大（ふじい ぼんだい、1931年1月2日 - 1994年7月24日）は、日本の作曲家、指揮者、音楽教育家である。

## 経歴
大分県竹田市生まれ。
幼児の頃から母に生田流箏曲を学ぶ。旧制福岡高等学校時代、福岡合唱協会で知り合った指揮者の石丸寛から影響を受ける。
九州大学工学部造船学教室へ進学し、1953年卒業。在学中より作曲を始める。同年、東京新聞主催の全国邦楽コンクール作曲部門で「和楽器と管弦楽協奏の為の一楽章」を自演（箏）して作曲部門の第1位となり、文部大臣賞、NHK賞を受賞。以後、放送音楽を中心とする作曲・指揮活動に入る。
作品には「東洋の楽器による交響曲・西遊記」（1967年文部省芸術祭レコード部門受賞）、「絲竹交響」、「伊勢物語抄」などの邦楽器楽曲、「北原白秋の詩による9つのカノン」、「筑紫のわらべ唄」などの合唱曲、オーケストラ作品等、作曲・編曲多数。NHK教育テレビ「みんなの音楽」、「日本の楽器」、NHK総合テレビ人形劇「新八犬伝」等の他、テレビ・ラジオ番組も数多く担当。
指揮者としては、1965年に邦楽器によるオーケストラ「日本合奏団」を結成。常任指揮者に就任。
教育者としては、1958年から没するまでNHK邦楽技能者育成会、西日本邦楽合奏団、日本当堂音楽育成会の講師をつとめるほか、母校の九州大学男声合唱団コールアカデミーの常任指揮者を務めるなど、プロ、アマチュア、中央、地方を問わず幅広く音楽団体の育成に尽力した。
1994年7月24日死去（63歳没）、同日銀杯賜与。
音楽学者の小泉文夫は、藤井を評して「藤井凡大氏は、その名前の示す通り、まさに彼自身洋楽の出身か邦楽の畑か自分自身わからないくらいのつかみ所のない怪物的存在であって、しかも、こうした東洋に対しての激しい情熱と深い探求心を持っている」と述べている。

## 出演番組
- みんなの音楽（NHK）
- 中学校特別シリーズ 日本の楽器（NHK）

## 教育活動

### NHK邦楽技能者育成会
NHK邦楽技能者育成会は、若い邦楽家の意識と音楽常識を高めること、邦楽家のレベルアップを目標として1955年2月に「NHK邦楽若手芸能家育成会」として発足し、藤井は初期より講師として関わってきた。
以下、1960年3月に第六期生として育成会に入って藤井の指導を受けた、尺八奏者の横山勝也の著作から引用して、当時の育成会のおける藤井の役割を記してみる。
横山が在籍した1960年当時、育成会の研修の3つの柱ともいうべき講義は、吉川英史の「日本音楽史」、小野衛の「楽典・合奏指導」、藤井凡大の「五線譜・合奏指導」であった。藤井のこの講義は、横山によると、ある意味では当時の育成会の目玉だったのではないかとのこと。「邦楽家が多かれ少なかれニガテとする五線譜の面での指導であっただけに、かなり厳しいと受け止めていた仲間が少なくなかったようである。なかなか迫力のある先生であった。」
藤井はその後も、没する年まで育成会の講師を続けて、講義ができない状態になった後も、病床からも生徒へメッセージを送るなど、最期まで邦楽演奏家の育成に力を注いだ。

### 九州大学男声合唱団コールアカデミー
藤井は1949年（昭和24年）に旧制福岡高等学校に入学し、音楽部に入部する。ここで、同期で入学し、後にプロの指揮者となる荒谷俊治と知り合うこととなる。この音楽部が、後の九州大学男声合唱団コールアカデミーの前身となる団体の一つである。なお、この昭和24年入学というのは、旧制高校として最後の入学年次となる年である。
2人は福岡合唱協会にも在籍し、ここで石丸寛の影響を受けることとなる。荒谷が中心となり、1953年に各学部に分散していた合唱団体を統合することを提案し、これが「九州大学男声合唱団コールアカデミー」となる。しかし、この年に藤井は、全国邦楽コンクール作曲部門の第1位となり、大学の卒業を待たず上京し作曲活動に入っていたため、実質的には九大コールアカデミーに創生期の活動には関わっていない。
しかし、1969年1月の定期演奏会に客演指揮者として招請されて以来、一時期の中断期間はあったものの、没するまで常任指揮者として、後輩である学生への教育に尽力した。なお、藤井が逝去した1994年7月24日の3日後、7月27日の九大コールアカデミーによる、京大・北大とのジョイントコンサートの合同ステージの指揮は藤井が行うことになっていた。